# Treuberg (Adelsgeschlecht)

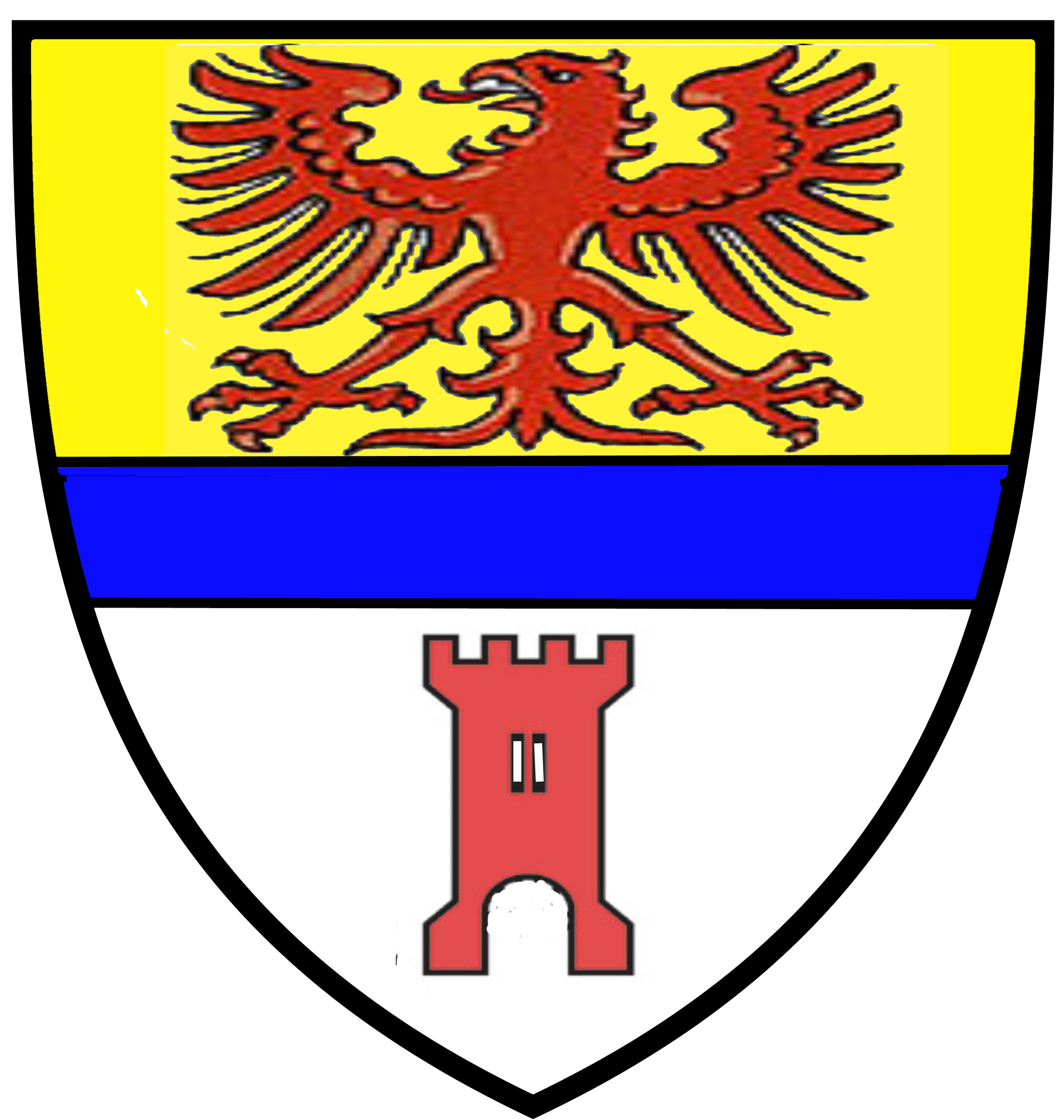
Wappenschild der Familie Treuberg (Erbach-Fürstenauer Abkunft)

Treuberg ist der Name einer Familie mit mehreren Zweigen, die im ausgehenden 18. Jahrhundert aus der nicht standesgemäßen Verbindung und morganatischen Ehe des regierenden Grafen Ludwig II. Friedrich Karl Eginhard zu Erbach-Fürstenau, Herr zu Breuberg, mit der bürgerlichen Christine Sophie Küchler entstanden ist. Aus der Verbindung des Paares gingen sieben Kinder hervor. Zwei Söhne wurden als erfolgreiche Offiziere 1824 in den erblichen bayerischen Freiherrenstand erhoben, ein dritter führte ohne formal erfolgte Nobilitierung in Österreich unbeanstandet den Freiherrentitel. Ein Teil der Kinder aus dieser morganatischen Verbindung blieb – wie von Stammvater Ludwig II. vorgesehen – adelsrechtlich bürgerlichen Standes.
Es bestehen keine genealogischen Zusammenhänge mit den älteren briefadeligen und wappenverschiedenen Familien Bassevi von Treu(en)berg (1622), Stainhauser von Treuberg (1777) und Fischler von Treuberg (1807).

## Entstehung der Familie
Nachdem sich der gemeinsam mit seinem Bruder Georg Albrecht III. (1731–1778) die Teilgrafschaft Erbach-Fürstenau regierende Graf Ludwig II. zu Erbach-Fürstenau (* 12. Mai 1728 auf Schloss Fürstenau; † 16. Januar 1794 in Heidelberg) von seiner bisherigen Mätresse, der Beschließerin Dorothea Christina Gölz (1738–1814) – mit Muttersname auch als Dorothea Christina Schwinn überliefert –, durch deren Verheiratung am 2. März 1769 mit dem gräflichen Rentmeister und Forstinspektor Johann Ernst Valentin Klump (1736–1814) getrennt hatte, wobei diese mit ihrem Ehemann sowie den aus der Verbindung mit dem Grafen entsprossenen Kindern, die in Anspielung auf den im Jagdschloss Krähberg residierenden Vater im Taufeintrag den Zunamen „Jäger“ erhalten hatten, vertraglich mit einem Hofgut und dem repräsentativen Jagdhaus Steingrund bei Gammelsbach reichlich versorgt wurden, ging er eine neuerliche nicht standesgemäße Verbindung ein.

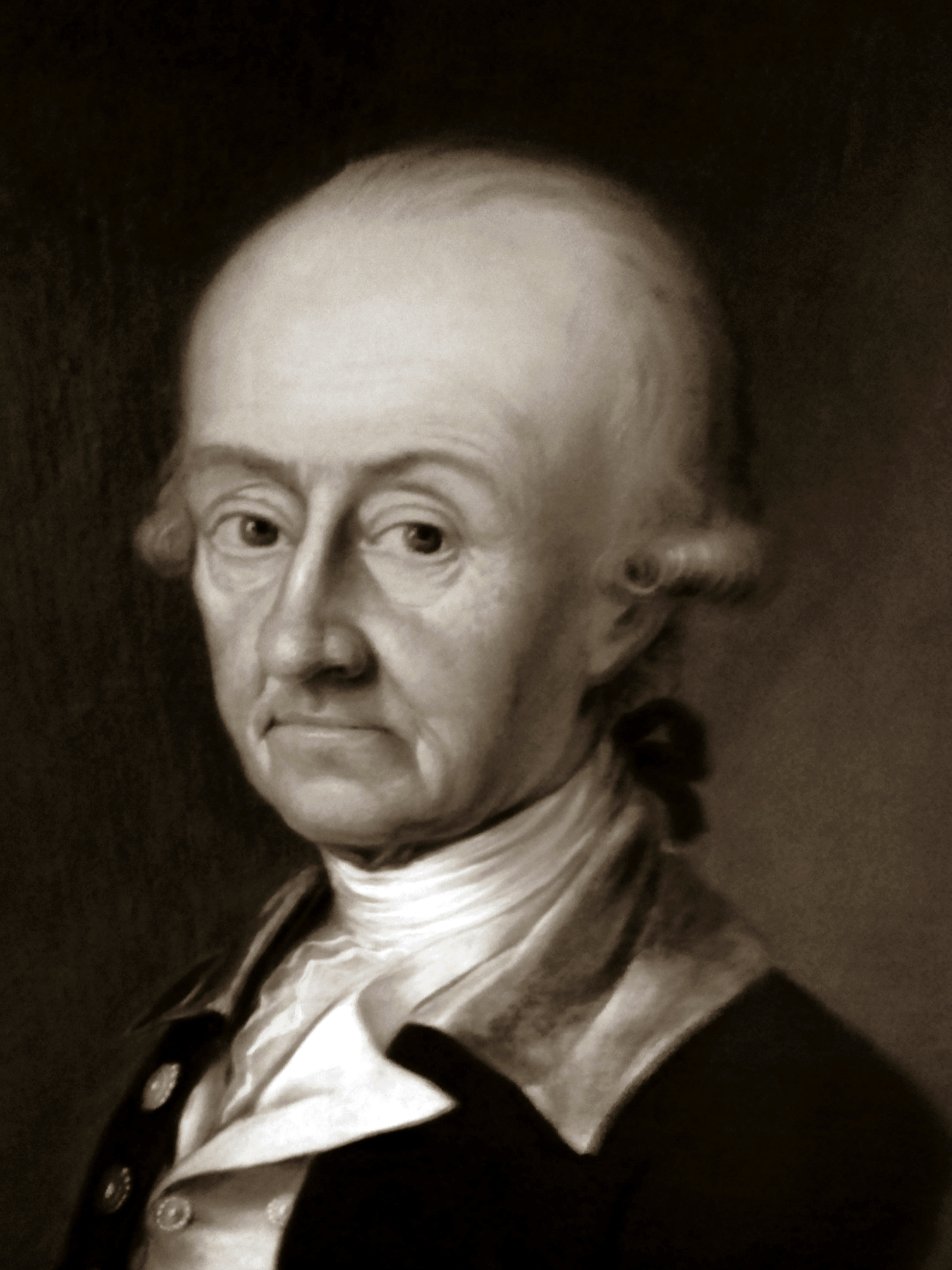
Graf Ludwig II. zu Erbach-Fürstenau, Herr zu Breuberg, Stammvater der Familie Treuberg

Neue Partnerin wurde die Christina Sophie Küchler (* 6. Oktober 1754 in Michelstadt; † wohl 1822 oder 1824 in Wien), ebenfalls Beschließerin auf Jagdschloss Krähberg. Sie war die Tochter des Müllers, gräflichen Husars und Bediensteten Johann Friedrich Küchler (* 2. Februar 1782 in Schöllenbach; † 2. Januar 1764 in Airlenbach). Er hatte als Witwer am 5. August 1752 in Höchst im Odenwald in der Herrschaft Breuberg mit Anna Margarethe (* err. 1729; † 11. August 1793), Tochter des Landgerichtsschöffen und Posthalters Heinrich Lutz (1694‒1767) aus dem damals kurpfälzischen Lengfeld am Nordrand des Odenwaldes und reformierten Bekenntnisses, eine neue Ehe geschlossen.
Nachdem dem Ehepaar im Jahr 1753 in Höchst eine Tochter geboren worden war, die bereits nach zwölf Tagen verstorben ist, erfolgte 1754 die Geburt der hier interessierenden Tochter Christina Sophie, nunmehr eingetragen im Kirchenbuch von Michelstadt. Die Taufe wurde in der Kapelle im Schloss Fürstenau vollzogen, Taufpatin war Anna Christina Sophia Luck, Ehefrau des Beerfeldener Stadtpfarrers, dessen Bruder Johann Philipp Theodor eine außereheliche Tochter des Grafen Philipp Carl zu Erbach-Fürstenau (1677–1736) namens Catharina Wilhelmina geheiratet hatte. Es bestand also eine enge Beziehung zum Grafenhaus. Wie diese entstanden ist und worin sich die erstaunliche berufliche Karriere des Johann Friedrich Küchler in diesem Zusammenhang begründet, bedarf noch der Aufhellung.

## Mitglieder der Familie
Aus der Verbindung des Grafen Ludwig II. mit der Christina Sophie Küchler gingen sieben Kinder hervor, die in den Taufmatrikeln der Kirchenbücher alle zunächst mit dem Zunamen „Fidelis“ eingetragen wurden:

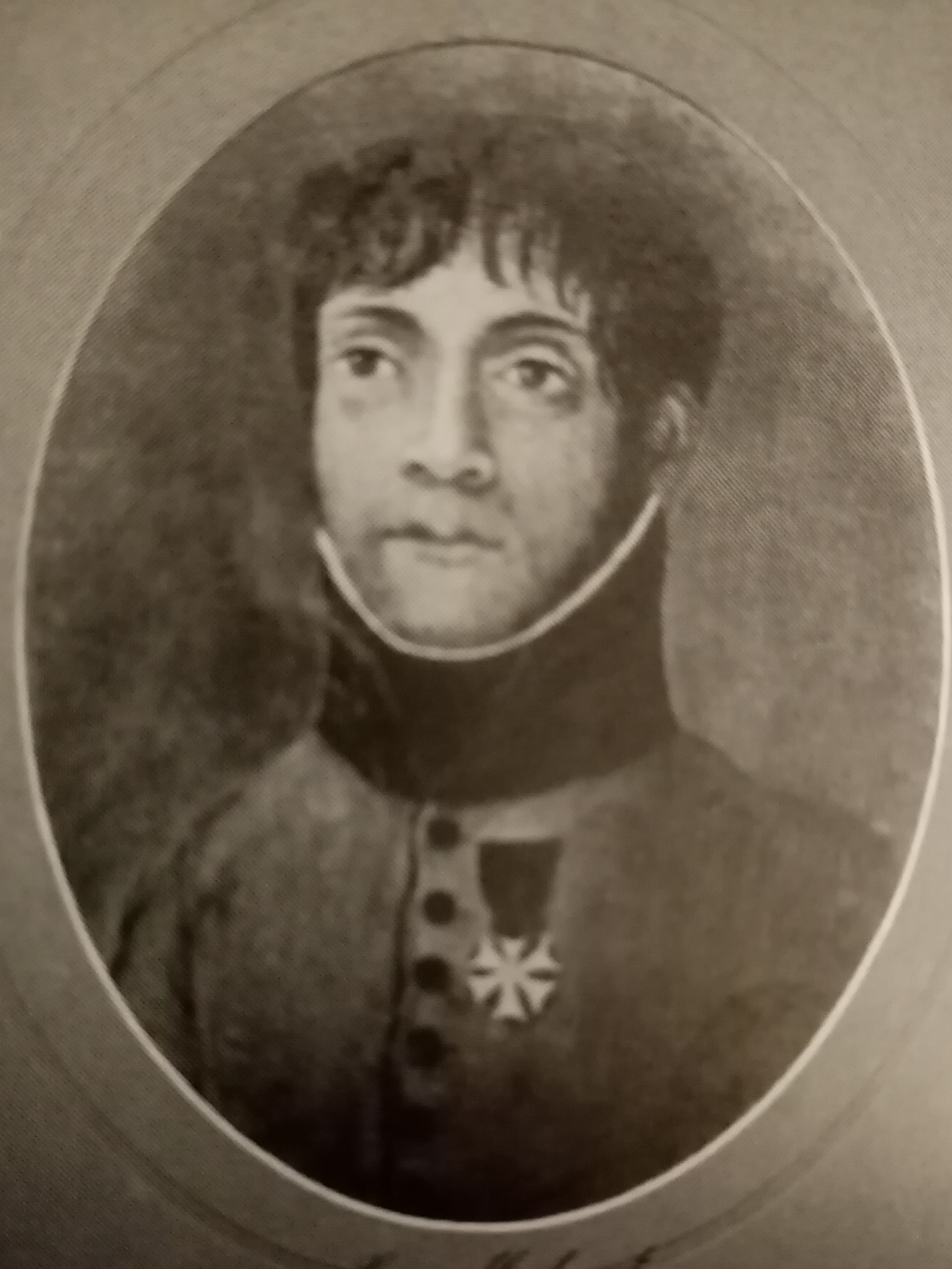
Friedrich Freiherr von Treuberg, Generalleutnant, der erste Sohn Ludwigs II. und der Madame Sophie Treuberg, ca. 1825

- Friedrich (* wohl am 28. Dezember 1773 in oder bei Höchst in der Herrschaft Breuberg, wo der mütterliche Großvater Mühlenbeständer war;[5] † 30. Dezember 1831 in Würzburg)

Friedrich Treuberg trat nach 1790 begonnenem Militärdienst und Verwundung in holländischen Diensten im Jahr 1796 als Oberleutnant in die Bayerische Armee ein und avancierte als erfolgreicher Stratege über die Jahre zum Generalmajor (1815) und zum Generalleutnant (1829). 1814 erhielt er den Russischen Orden des Heiligen Georg. Am 22. Juni 1814 wurde er zum Ritter des Bayerischen Militär-Max-Joseph-Ordens ernannt, mit dem der persönliche Adel und das Prädikat „Ritter von“ im Namen verbunden war; am 16. Juli 1814 wurde er auch mit dem preußischen Orden Pour le Mérite ausgezeichnet. Gemeinsam mit seinem damals noch bürgerlichen Bruder Eginhard (s. unten) wurde Friedrich Ritter von Treuberg am 15. Juni 1824 von König Maximilian I. Joseph in den erblichen Freiherrenstand des Königreichs Bayern erhoben.
Friedrich war zweimal verheiratet und hatte zwei Söhne: Aus der zwischen 1777 und 1807 bestehenden Ehe mit Maria Anna Battberger stammte der erste Sohn Ludwig Treuberg (* 5. Oktober 1803 in Bamberg; † 5. März 1868 in München), der 1824 mit der Standeserhebung seines Vaters den Freiherrentitel erhielt, der zweite aus der 1824 geschlossenen Ehe mit Johanna Barbara geb. Hassel, verwitwete Grill (* 23. Januar 1788 in Augsburg; † 14. April 1865 in Würzburg) war der jung verstorbene Carl Freiherr von Treuberg (* 16. November 1825 in Bamberg; † 18. September 1844 in Würzburg). Beide traten in den bayerischen Militärdienst ein und hatten keine Nachkommen. (Siehe auch den Hauptartikel Friedrich von Treuberg)
- Christina Louise  (* 1. September 1775 in Airlenbach;[7] † 12. November 1820 in Darmstadt)

Luise heiratete am 7. Januar 1792 auf dem Jagdschloss Krähberg den Sekretär am kurfürstlichen Ehegericht in Heidelberg Johann Valentin Müller (* 21. November 1767 in Heidelberg; † 28. November 1829 ebenda). Aus den Kirchenbüchern der Heiliggeistkirche in Heidelberg geht hervor, dass diese Ehe vor 1817 geschieden wurde und dass wohl eine gemeinsame Tochter Charlotte existierte.
- Johann Paul (* 14. April 1777 auf dem Krähberg; † 3. Mai 1777 in Airlenbach)

Er starb wenige Tage nach der Geburt im Haus seiner Großmutter mütterlicherseits Anna Margarethe in Airlenbach, die als Witwe den dortigen Schuhmacher und Schulmeister Johann Georg Volk geheiratet hatte. Da er vor der Heirat seiner Eltern 1784 verstarb, trug er im Gegensatz zu seinen Geschwistern nie den Zunamen „Treuberg“, sondern nur „Fidelis“.
- Eleonora (* 7. November 1778 auf dem Krähberg; † 31. Dezember 1817 in Darmstadt)

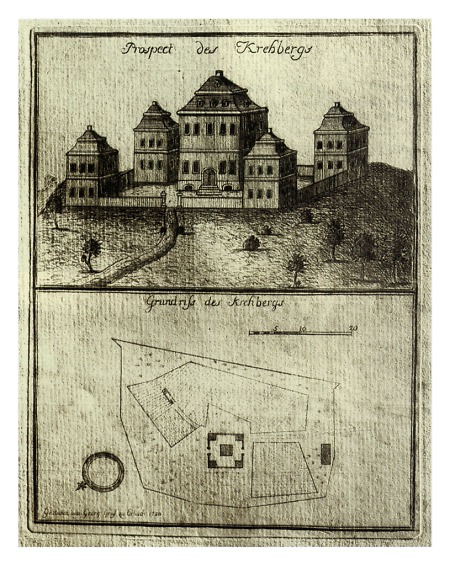
Das Jagdschloss Krähberg 1780, Geburtsort von fünf der sieben Kinder der ersten Familiengeneration

Eleonora Treuberg heiratete am 17. April 1806 „in aller Stille“ den zuerst hochgräflich-erbachischen, später großherzoglich-hessischen Hauptmann (Capitain) des Kreiskontingentes bzw. des Reserve-Bataillons Starkenburg Karl Friedrich Theodor von Amelang (getauft am 4. Dezember 1763 in Stuhm in Westpreußen; † 31. März 1834 in Erbach). Von den beiden Töchtern des Paares Aemilie Karoline Mathilde (* 18. März 1807 in Erbach; † 9. Juli 1843 ebenda) und die „Amedie“ genannte Mariane Henriette (* 23. März 1810 in Darmstadt; † 6. April 1891 in Amorbach) wurde die letztgenannte am 28. Oktober 1834 in Amorbach die zweite Ehefrau des verwitweten fürstlich-leiningischen Oberforstmeisters Franz Erich von Ploennies (* 24. August 1789 in Erbach; † 23. April 1867 in Amorbach).
- Eginhard (* 6. Juli 1780 auf dem Krähberg; † 31. Dezember 1827 in Bamberg)

Wie sein älterer Bruder Friedrich trat Eginhard in den bayerischen Militärdienst ein, und wie dieser war er erfolgreich. Er erreichte den Rang eines Obersten. Infolge einer schweren Kopfverwundung, die er sich in den Befreiungskriegen 1813 bei Jüterbog zugezogen und als deren Folge „der Wahnsinn […] seinen Geist ergriffen hatte,“ starb er relativ jung. Er wurde gemeinsam mit seinem Bruder Friedrich, der schon zehn Jahre vorher den persönlichen Adel erhalten hatte, am 15. Juni 1824 von König Maximilian I. Joseph in den erblichen Freiherrenstand des Königreichs Bayern erhoben.
Seit 1811 war Eginhard mit Catharina Goes (* 7. Mai 1788 in Windsheim; † 15. Januar 1867 in Ingolstadt) verheiratet. Zwei Töchter, Emma (* 8. September 1813 in Bamberg; † 29. August 1887 in München) und Sophie (* 15. September 1816 in Ingolstadt; † 14. März 1873 in München) und der Sohn Friedrich Carl (* 12. August 1818; † 22. Oktober 1888 in München) erhielten mit ihrem Vater 1824 den Adelstitel.

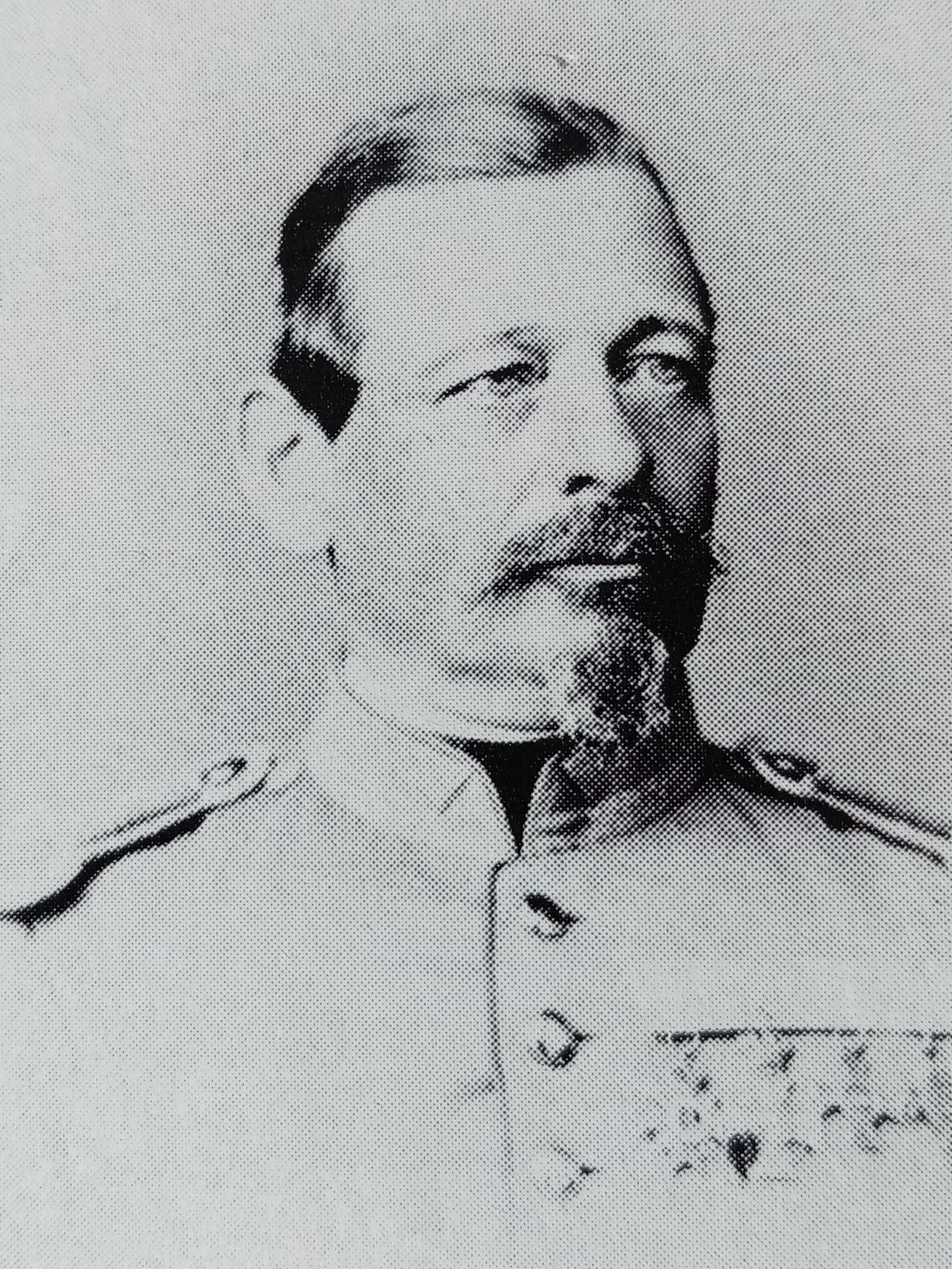
Generalleutnant Friedrich Carl Freiherr von Treuberg (1818–1886), Sohn des Eginhard Freiherr von Treuberg

Letztgenannter trat wie sein Vater und sein Onkel Friedrich ins bayerische Militär ein und erreichte den Rang eines Generalleutnants. Er heiratete 1843 Maximiliane Freiin von Magerl (* 18. Februar 1819 in Saulburg; † 2. Dezember 1850 in Straubing) und hatte mit dieser drei Söhne: Friedrich II. (* 2. August 1846 in Straubing; † 22. Juli 1912 Freimann), Karl (* 13. März 1848 in Straubing; † 22. Mai 1915 in Deggendorf) und Wilhelm (* 19. November 1850 in Straubing; † 27. Februar 1898 in Nürnberg). Alle drei Söhne fühlten sich – der Familientradition folgend – zum Militär hingezogen, ohne allerdings den Vorfahren auf dem konventionellen Weg zu folgen und einen höheren Offiziers- oder gar Generalsrang zu erreichen. Alle drei bewarben sich 1873 bei der französischen Légion étrangère (Fremdenlegion) und wurden angenommen. Obwohl sie dies bald bereuten und eine Rückkehr nach Deutschland anstrebten, wurde ihnen dies vom bayerischen Staat verwehrt, so dass sie ihre Vertragspflichten u. a. in Algerien erfüllen mussten. Nach seiner Rückkehr verarbeitete der Älteste Friedrich II. seine negativen Erfahrungen in der Fremdenlegion in einer eigenen kleinen Veröffentlichung. Er ging zwei Ehen ein, die erste mit Crescentia geborene Strobel (* Februar 1849 in Augsburg; † 2. Mai 1885 in München) und nach deren Tod 1886 mit Camilla geborene Pappenberger (* 4. Mai 1861 in Landshut; † 26. Januar 1946 in Vaterstetten). In der ersten Ehe wurde Friedrich III. (* 16. August 1882 in Augsburg; † 15. Januar 1947 in Kaiserslautern) geboren, zuletzt Obersekretär in Kaiserslautern.  Aus der zweiten Ehe stammte Ernst Eginhard (* 1, November 1887 in München; † 12. Februar 1965 in Starnberg); dieser heiratete 1919 Babette Pappenberger (* 31. Juli 1895 in Berg bei Landshut; † 3. Juni 1961 in Herrsching), mit der er die Tochter Barabara Camille Hermine (* 26. März 1919 in München; † 20. Februar 1954 ebenda) hatte. Der jüngste Bruder Wilhelm heiratete 1888 Alexandra Anastasia von Quist (31. Januar 1862 in St. Petersburg; † 8. Februar 1936 in Haag, Oberbayern).
Am abenteuerlichsten verlief das Leben des mittleren Bruders Karl: Nach fünf Jahren in der Fremdenlegion diente er zehn Jahre in niederländischen Diensten in Niederländisch-Indien. Nach seiner Rückkehr nach Deutschland konnte er sich nicht mehr in das gesellschaftliche Leben einordnen, und er geriet auf die schiefe Bahn: In Bayern und in Österreich wurde er gerichtlich wegen Betrügereien zu Freiheitsstrafen verurteilt.
Ein Blick auf die Familien der eingangs erwähnten beiden Töchter Eginhards, Emma und Sophie, zeigt die Einbindung der Familie in die bayerische Militärelite bereits in der ersten Generation: Emma heiratete 1841 zunächst den Mediziner Carl Philipp von Pape genannt Papius (* 7. Mai 1802 in Königshofen im Grabfeld; † 8. Oktober 1842 in Würzburg) und nach dessen frühem Tod 1844 den späteren bayerischen Generalmajor Rudolf Koch (* 11. Juni 1822 in Blieskastel; † 9. Mai 1895 in München). Deren Sohn Friedrich Koch, zuletzt Major a. D., der sich als Schriftsteller einen Namen gemacht hat, nannte sich als Autor und seit 1896 mit Genehmigung des Prinzregenten auch sonst mit Doppelnamen „Koch-Breuberg“, womit er den Zusammenhang des Geburtsnamens seiner Mutter „Treuberg“ mit dem Nebentitel „Herr zu Breuberg“ der Grafen zu Erbach thematisierte. Der Sohn seines Bruders, des Generalleutnants Albert Koch (1853–1926), der Wehrmachtsgeneral der Kavallerie Rudolf Koch (* 9. April 1886 in München; † 27. November 1971 in Boll) änderte 4. Dezember 1939 amtlich seinen Familiennamen in „Koch-Erpach“ mit gleichgerichtetem Benennungsmotiv. – Die zweite Tochter Sophie heiratete 1849 den späteren Generalmajor Michael Schenck (* 12. Mai 1809 in Würzburg; † 2. September 1876 in München).
- Wilhelmine (* 26. Februar 1782 auf dem Krähberg; † unbekannt)

Wilhelmine ist außer im Taufregister nur im Testament ihres Vaters Graf Ludwig II. genannt, und sie erscheint als „Johanne Wilhelmine Treuberg“ im Kirchenbuch von Erbach am 23. März 1807 als eine Taufpatin der Tochter Aemilia Karoline Mathilde ihrer Schwester Eleonora, verheiratete von Amelang (s. oben). Weitere Daten zu ihrem Leben liegen gegenwärtig nicht vor.

### Heirat und Namengebung
Bis dahin sind alle Kinder des Paares außerehelich geboren worden. Sie erhielten in ihren Taufeintragen in den Kirchenbüchern ohne Nennung des Vaters zunächst den Zunamen „Fidelis“ (lat. fidelis „treu“, übertragen auch „Getreuer“). Am 4. Februar 1784 ging das Paar Graf Ludwig und Sophie Küchler eine Ehe ein, die wegen der Unebenbürtigkeit nur eine morganatische sein konnte: Die Kinder waren vom dynastischen Erbe ausgeschlossen, sie wurden zusammen mit der Gattin über ein privates Testament versorgt. Der Güttersbacher Pfarrer Ferdinand Ernst Bauer vollzog den Trauakt auf dem Jagdschloss Krähberg, trug die Ehe aber nicht in das Kirchenbuch in Güttersbach oder Beerfelden (das für Krähberg zuständig war und wohin er ein Jahr später berufen wurde) ein, sondern stellte später der Familie Treuberg eine schriftliche Bestätigung des Eheschlusses aus.
Mit der Heirat erhielt Christine Sophie Küchler den Zunamen „Treuberg“ und seither wurde für sie der Ehrentitel „Madame“ verwendet, der damals nicht zur allgemeinen Anrede, sondern so wie das deutsche „(gnädige) Frau“ (ebenso wie „Herr“) nur als Titulierung höhergestellter Persönlichkeiten (Herrschaften) verwendet wurde, aber keine Nobilitierung bedeutete. Hierauf wurde in den Kirchenbüchern in den Geburtseinträgen für die noch lebenden Kinder Graf Ludwigs II. der dort gegebene Zuname „Fidelis“ gestrichen und durch „Treuberg“ ersetzt. Der neue Name nimmt einerseits Bezug auf die Bedeutung des früher beigelegten Namens, andererseits auf die lautliche Ähnlichkeit mit „Breuberg“, das in dem Nebentitel „Herr zu Breuberg“ aller Linien der Grafen zu Erbach auftritt.
- Franz Karl (* 3. Juni 1784 auf dem Krähberg; † 1. Mai 1839 in Wels)

Franz Karl Treuberg war das einzige Kind, das bereits ehelich geboren wurde und den Namen Treuberg von Anfang an rechtmäßig führte, da der Eheschluss seiner Eltern mit der neuen Namengebung „Treuberg“ für die Mutter bereits am 4. Februar 1784 erfolgt war. Gleichwohl erhielt er bei der Taufe im Taufregister wie seine Geschwister zunächst den Zunamen „Fidelis“, der erst später wie bei diesen gestrichen und durch „Treuberg“ ersetzt wurde. Die seinen Vornamen tragenden Taufpaten waren Graf Franz I. zu Erbach und Rheingraf Karl zu Salm-Grumbach, ein Cousin des Grafen Franz.
Nach dem Tod seines Vaters ging Franz Karl 1797 mit seiner Mutter nach Österreich, wo er – so wie seine Brüder in Bayern – eine militärische Laufbahn antrat, er soll angeblich schon 1807 mit der Standesbezeichnung „Freyherr“ in den Vermerken des Grundbuchsblatts des österreichischen Kriegsministeriums in Wien aufgeführt sein. Am 16. Januar 1817 heiratete er in Krems an der Donau mit dem Kirchenbucheintrag als „Hoch und Wohlgeborne[r] Herr Franz Karl Freyherr von Treuberg, würklicher k.k. Hauptmann des löbl. Erzherzog Karlischen Infanterie Regiments allhier, 1. Standes“ die Tochter des bürgerlichen Handelsmannes und Bürgermeisters „beider Städte Krems und Stein“ Ignaz Sigmund, die „Wohlgeborne Jungfrau“ Maria Rosalia Sigmund, zu diesem Zeitpunkt 24 Jahre alt (* 3. September 1792 in Krems). Als Franz Karls familiäre Herkunft wird angegeben „des Hoch und Wohlgebornen Herrn Ludwig Freyherrn von Treuberg zu Heidlberg im Großherzogthum Baden, sel. und der Frau Sophia dessen Ehewirtin geborne Kühler annoch am Leben ehelich erzeugter Herr Sohn.“ In seiner militärischen Karriere erreichte er den Rang eines Oberstleutnants. Bei seinem Tod soll er neben seiner Frau neun Kinder hinterlassen haben. Identifiziert werden konnten vier Töchter und ein Sohn: Im Kirchenbuch von Krems Carolina Maria Luisa (getauft 4. November 1821 in Krems) und Emilie Maria Theresia Rosalia (getauft 1. Februar 1823 in Krems), im Pfarrbuch von Wels ist die Geburt einer Gabriela Nabicht (* 10. August 1861) eingetragen, deren Eltern der Rittmeister Franz Nabicht und die Eugenia, „Tochter des Hr. Franz Karl Baron de Treuberg k.k. Oberstlieutenant u. dessen Ehegattin Rosalie Sigismund“ sind, ihre Taufpatin war die „Wilhelmine Baronesse de Treuberg, ledige Oberstlieutenantstochter“. Der einzige bisher nachzuweisende Sohn des Franz Karl ist der Absolvent der Wiener-Neustädter Militär-Akademie Adolf Freiherr Treuberg (* 3. Oktober 1826 [eingetragen 14. September] in Krems; † 28. November 1862 in Wels), der unverheiratet und zuletzt Hauptmann Erster Klasse war.
Es ist zweifelhaft, ob der österreichische Zweig der Familie Treuberg den Freiherrentitel rechtmäßig führte. Franz Karls Vater war Graf Ludwig II. zu Erbach-Fürstenau, der als solcher auch „Herr zu Breuberg“ war, nicht aber ein „Freyherr von Treuberg“, wie von seinem Sohn angegeben; er hat seinen Namen „Treuberg“ ohne Adelsprädikat von seiner Mutter erhalten. Eine Nobilitierung wie bei seinen Brüdern Friedrich und Eginhard im Königreich Bayern ist nicht erfolgt. Möglich ist, dass seine Titelführung wegen seines hochadeligen Vaters, seiner – im Gegensatz zu seinen Geschwistern – ehelichen Geburt und seiner beiden ebenfalls hochadeligen Taufpaten unbeanstandet blieb. (Siehe auch den nachfolgenden Abschnitt.)

## Weiteres Leben der Stammmutter „Madame Sophie Treuberg“
Am 16. Januar 1794 starb Graf Ludwig II. in Heidelberg, wohin er krankheitshalber im Herbst zuvor mit seiner Frau vom Krähberg in ein gemeinsam besessenes Haus gezogen war. Madame Sophie Treuberg, die testamentarisch mit ihren Kindern – wie zuvor schon die Mätresse Dorothea Christina Gölz (s. oben) – von Ludwig sehr gut versorgt worden war, versuchte nun sofort, ihren ehevertraglich und testamentarisch zugestandenen Erbteil vom nun allein regierenden Grafen Christian Karl zu Erbach-Fürstenau (1757–1804) materialisiert bzw. ausgezahlt zu bekommen. Daraus entwickelten sich heftige Streitigkeiten, da Christian Karl noch bestehende Verbindlichkeiten Ludwigs von den zugrunde gelegten auszuliefernden Vermögenswerten abzuziehen beabsichtigte. Der Fall ging bis zum Reichskammergericht in Wetzlar, wo sich Sophie Treuberg vom Heidelberger kurpfälzischen Ehegerichtsrat Johann Peter Waechter vertreten ließ, der von Ludwig II. testamentarisch zum „Curator“ seiner Frau und ihrer Kinder bestellt worden war. In einem Mitte 1797 geschlossenen Vergleich sicherte Sophie Treuberg nach Auslieferung erheblicher Sachwerte aus den Schlössern Fürstenau und Krähberg sowie der sofortigen Auszahlung einer aus mehreren Jahresapanagen sich errechnenden Summe zu, auf alle weiteren Forderungen zu verzichten. Ein entsprechender Revers Sophies an Graf Christian Karl ist gesiegelt und gezeichnet mit „So geschehen Ingelfingen am 9ten Oct. 1797 Christina Sophia Treuberg“. Damit gingen das gräfliche Haus Erbach-Fürstenau und die Familie Treuberg endgültig getrennte Wege.
Nur kurze Zeit später findet sich im Kirchenbuch des unweit von Ingelfingen gelegenen Forchtenberg am Kocher ein bemerkenswerter Eintrag: „den 30 Octob wurden allhier getraut Hr. Oberlieutenant Gebhardt in Kaiserl. Diensten, des zur Ruhe versetzten Hrn. Regierungsrath Gebhardt allhier ehel. led. Hr. Sohn, mit Madam Treuberg, des sel. Hrn. Grafen von Erbach-Fürstenau, welcher von der Regierung abgegangen war und in Heidelberg lebte, zur linken Hand angetraute und hinterlaßenen nun Wittwe.“ Obwohl weder der Vorname der Braut noch des Bräutigams genannt wird, ist klar, dass hier eine neue Bindung der Madame Treuberg dokumentiert ist. Von diesem Zeitpunkt an ist sie Frau „Christiane Sophie Gebhardt“.
Nach Veräußerung aller Immobilien in ihrem Besitz im Odenwald (Haus in Michelstadt und Grundbesitz in der Umgebung) und in Heidelberg (Wohnhaus) übersiedelte sie mit ihrem neuen Ehemann „Oberlieutenant Gebhardt in Kaiserl. Diensten“ (* 18. November 1766; † 21. April 1850 in Wien) und ihrem jüngsten Sohn Franz Karl Treuberg nach Österreich, wo nun sie und ihr Gatte, dessen Vorname nach dem Taufbuch Johann Friedrich war, als „von Gebhardt“ bzw. später als „Obristin von Gebhardt“ und ihr Sohn als „Freyherr von Treuberg“ auftreten, ohne dass eine Nobilitierung zu belegen ist. Die Karriere Friedrich Gebhardts führte ihn bis zum Rang eines Obristen. Seine Nennung als „Gebhard von Forchtenheim“, auch „Friedrich Gebhardt von Forchtenberg“, im Sterbebuch der Lutherischen Pfarrkirche in Wien schließlich als „Friedrich Gebhardt, Ritter von Forchtenheim“ lässt vermuten, dass er nach entsprechender Dienstzeit und Bewährung den österreichischen systemmäßigen Adel mit Territorialprädikat erworben hat.– Über das genaue Sterbedatum der Christine Sophie Küchler, Madame Treuberg, Frau Obristin von Gebhardt ist bis jetzt nichts bekannt, es dürfte in der ersten Hälfte der 1820er Jahre liegen.

## Wappen
Nach der Auszeichnung Friedrich von Treubergs mit dem Militär-Max-Joseph-Orden am 22. Juni 1814, mit dem der persönliche Adel als „Ritter von“ verbunden war, und der Immatrikulation in die Ritterklasse der Adelsmatrikel des Königreichs Bayern am 1. April 1817 erhielt dieser ein persönliches Wappen mit folgender Blasonierung: Durch einen blauen Balken von Gold und Silber geteilt. Oben ein roter Adler, unten ein Zinnenturm mit Tor und Fenstern in natürlicher Farbe. Auf dem Helm ein offener Flug durch blauen Balken von Silber und Gold übereck geteilt. Zwischen dem Flug der rote Adler. - Decken; rechts blau und gold, links blau und silber. Mit der Erhebung der Brüder Friedrich Ritter von Treuberg und Eginhard Treuberg in den erblichen Freiherrenstand des Königreichs Bayern und der Einschreibung in die Adelsmatrikel am 15. Juni 1824 wurde die Geltung des Wappens – mit Besserung um eine Freiherrenkrone über dem Schild – auf die gesamte freiherrliche Familie erweitert. – Die Schildsymbolik mit Adler, Balken und Turm mit einer Urne als Oberwappen wird bereits auf einem Briefsiegel der Madame Sophie Treuberg vom 9. Oktober 1797 verwendet. Heraldische Bezüge zum Wappen des Hauses Erbach sind nicht festzustellen.

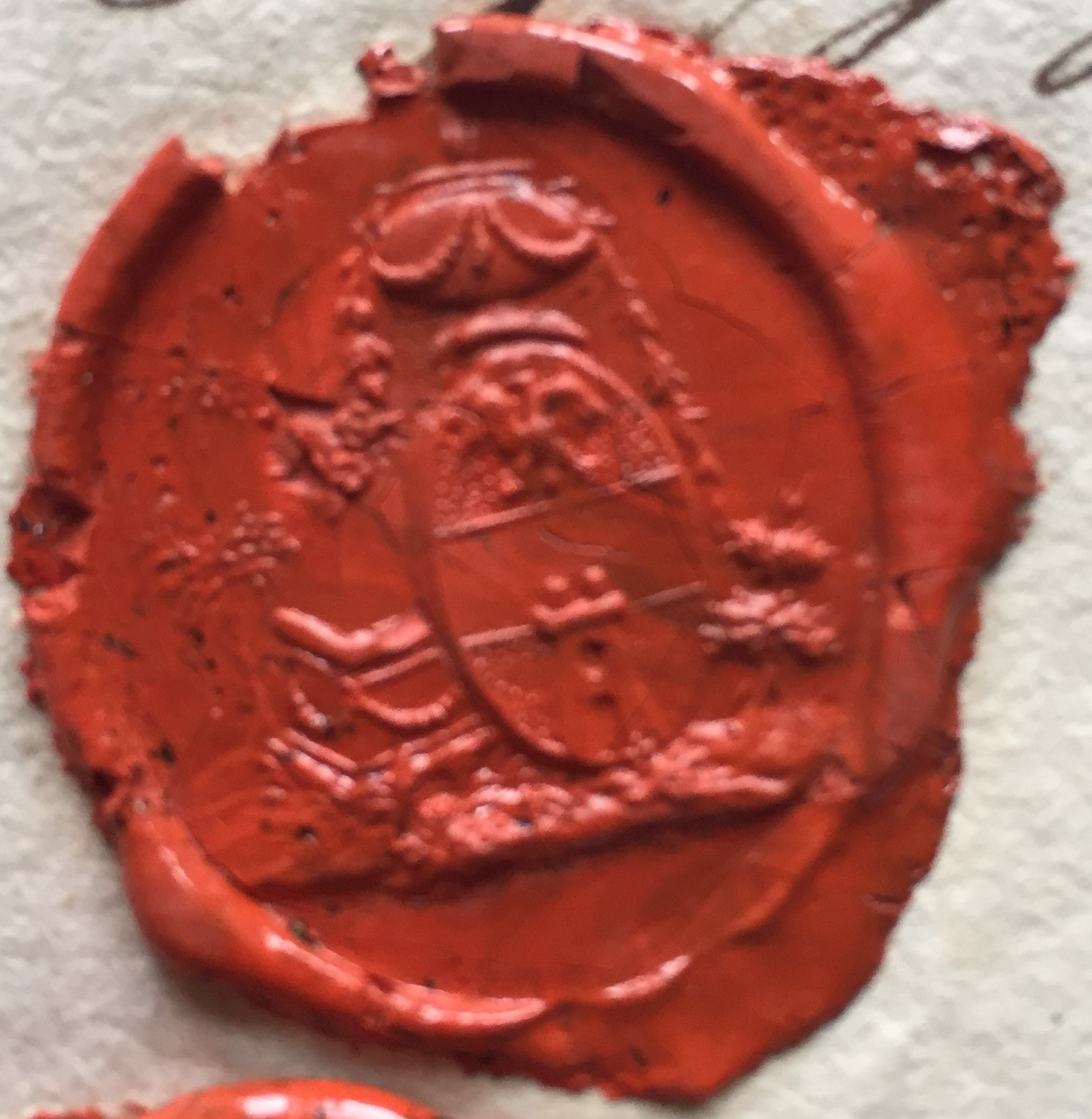
Siegel der Madame Sophie Treuberg von 1797 mit Wappenschild
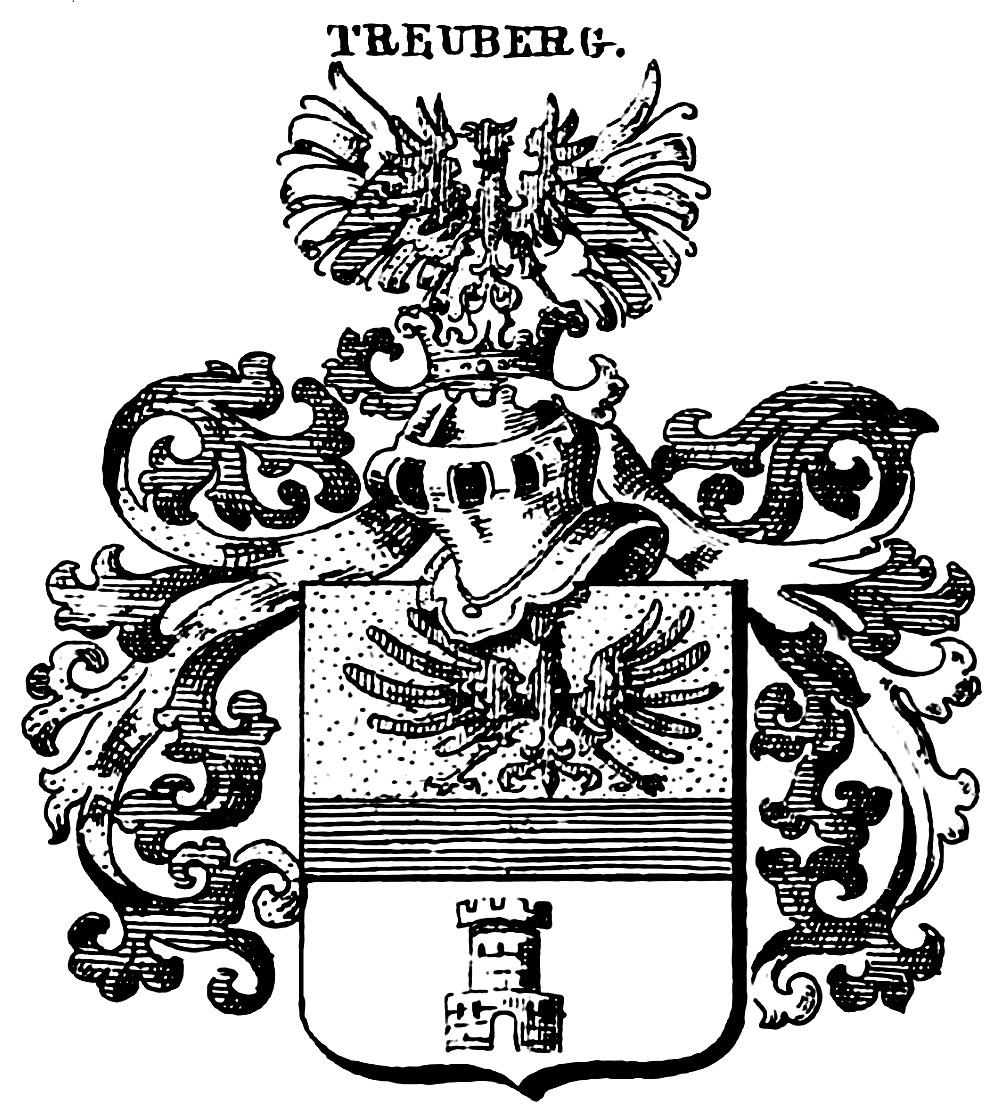
Wappen des Friedrich Ritter von Treuberg von 1814/1817
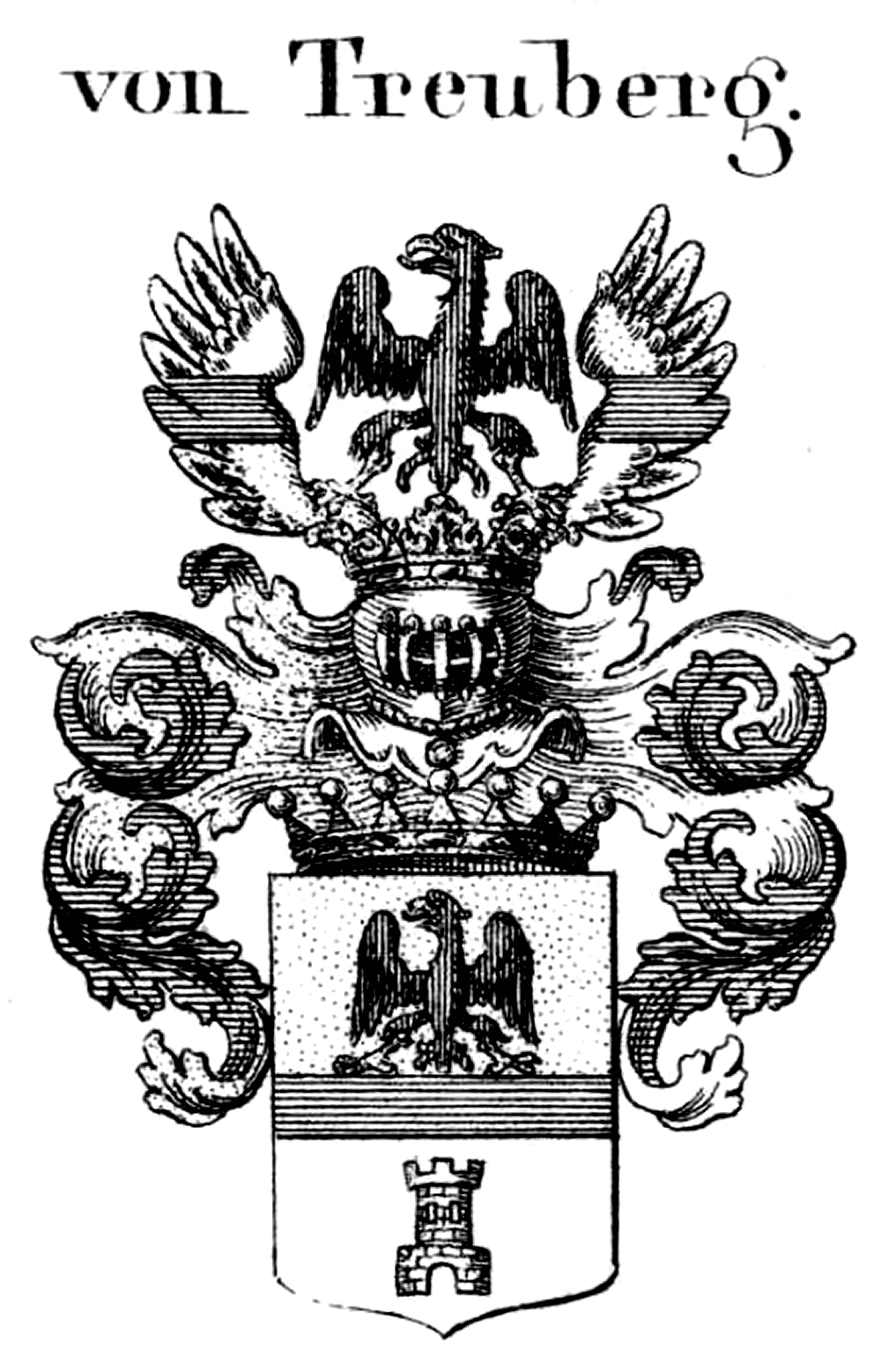
Wappen der bayerischen Freiherren von Treuberg von 1824
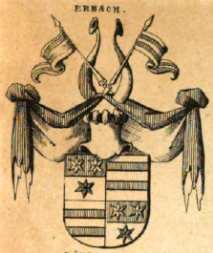
Wappen des Stammvaters Ludwig II. als Graf zu Erbach-Fürstenau (Felder 1 und 4: geteilt oben in Rot zwei silberne Sterne und unten in Silber ein roter Stern) und Herr zu Breuberg (Felder 2 und 3: in Silber zwei rote Balken)
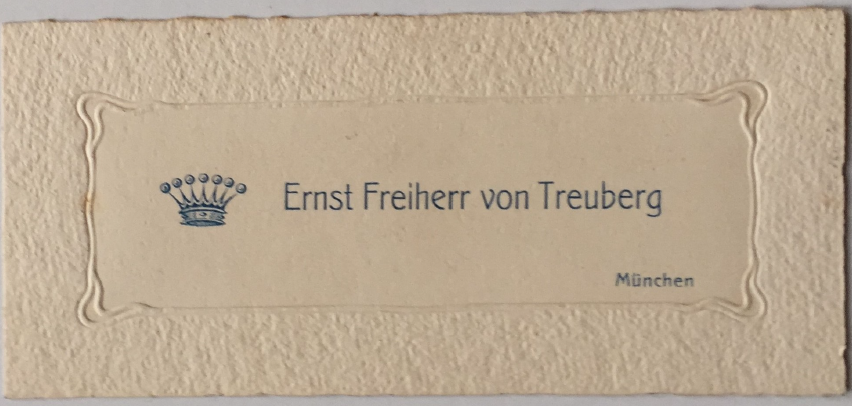
Visitenkarte mit Freiherrenkrone des Ernst Freiherr von Treuberg, eines Enkels von Eginhard Freiherr von Treuberg